# Fraser Fyvie
Fraser Anderson Fyvie (ur. 27 marca 1993) – szkocki piłkarz występujący na pozycji pomocnika w szkockim klubie Dundee United.

## Młodość
Fyvie urodził się w szkockim mieście Aberdeen i uczęszczał m.in. do Hazlehead Academy.

## Kariera klubowa
Fyvie stał się najmłodszym zawodnikiem, który wystąpił w pierwszym zespole Aberdeen. Stało się gdy miał 16 lat, w spotkaniu ligowym przeciwko Hamilton Academical, po którym otrzymał tytuł zawodnika meczu. Swojego pierwszego gola w barwach klubu zdobył 27 stycznia 2010 roku w starciu ligowym z Heart of Midlothian. Dzięki temu golowi stał się także najmłodszym strzelcem bramki w Scottish Premier League. Wcześniej tytuł ten należał do zawodnika Dundee United Davida Goodwillie. Następnego dnia po spotkaniu Fyvie parafował nowy, trzyletni kontrakt z Aberdeen.

## Nagrody
W lutym 2010 roku Fyvie otrzymał nagrodę Clydesdale Bank Premier League Young Player of the Month za miesiąc styczeń.